# Oskorri
Oskorri (baskisch für Abendrot) ist eine baskische Folk-Band um den Bandleader Natxo de Felipe, die 1971 gegründet wurde und sich der Pflege der baskischen Kultur verschrieben hat. Ihre Musik verbindet traditionelle baskische und moderne Instrumente und Einflüsse.

## Bandgeschichte

### Die Anfänge (1971–1974)
Das bilbainische Ensemble entstand Anfang der Siebzigerjahre, zur Zeit der baskischen kulturellen Bewegung Ez Dok Amairu, die um 1965, hauptsächlich in den Städten des Baskenlandes, entstanden war und sich gegen die Unterdrückung der baskischen Sprache und Kultur durch das Franco-Regime richtete. Die Bewegung manifestierte sich musikalisch durch ein Kollektiv von Musikern und Liedermachern (wie zum Beispiel Mikel Laboa), das durch Konzerte für den Gebrauch der baskischen Sprache warb. Die Gründer von Oskorri stammten aus dem Umfeld dieser Bewegung. Ihr erstes Konzert gab die Band im März 1971 – damals noch als Quartett, mit Bandleader Natxo de Felipe als einzigem bis heute noch der Band angehörenden Gründungsmitglied – an der Universidad de Deusto. Durch ihren urban geprägten Hintergrund waren sie jedoch stärker mit der Pop- und Rockmusik der damaligen Zeit vertraut als mit traditionell baskischer Musik. Dies spiegelte sich noch in den ersten Songs der Band wider, die jedoch bereits in baskischer Sprache gesungen wurden.
Die Musiker begannen jedoch bald, sich für traditionelle baskische Instrumente, Lieder und Literatur zu begeistern und verarbeiteten diese Einflüsse in folgenden Kompositionen, in denen sie traditionelle und moderne Musikelemente mischten.

### Ihre ersten Schallplatten (1975–1980)
Mit dem Ende des Franco-Regimes Mitte der 1970er Jahre eröffneten sich der Band neue Möglichkeiten, ihre Musik einem breiteren Publikum zu präsentieren. Außerdem gelang es, einen Plattenvertrag bei CBS zu erhalten und endlich das Songrepertoire aufzunehmen, das Oskorri bereits seit geraumer Zeit erfolgreich bei Live-Konzerten erprobt hatte. Bei den ersten Aufnahmen im Jahr 1975 gehörten bereits die Gitarristen Bixente Martinez und Antón Latxa zur Band, die auch heute noch zur Besetzung gehören und seitdem zusammen mit Sänger Natxo de Felipe den Stil der Band wesentlich geprägt haben.
Die ersten Veröffentlichungen offenbarten starke Bezüge zur baskischen Literatur. Nach zwei Singles erschien 1976 ihr erstes Album Gabriel Arestiren Oroimenez, eine Hommage an den 1975 verstorbenen Autor Gabriel Aresti, der als bedeutender Vertreter der baskischen Literatur des 20. Jahrhunderts gilt. Die zehn Stücke dieser LP basieren zum Teil auf Gedichten Arestis.
Beim zweiten Album Mosen Bernat Etxepare 1545 von 1977 wurde erneut auf baskische Literatur als Inspiration zurückgegriffen. Anstatt eines zeitgenössischen Werks wurden diesmal einige traditionelle Tänze bearbeitet. Im Mittelpunkt des Albums standen jedoch Vertonungen der Gedichte Bernat Etxepares, dem Autor des ersten bekannten literarischen Werks in baskischer Sprache mit dem Titel Linguæ Vasconum Primitiæ aus dem Jahr 1545. Dieses Album unterschied sich musikalisch von seinem Vorgänger. Es gilt als ernsthafter und komplexer als das leichter und fröhlicher wirkende Debütalbum.
Im Frühling 1978 begab sich die Band auf ihre erste Europa-Tournee, unter anderem mit Auftritten in Deutschland, der Schweiz und Frankreich.

### Die 1980er Jahre
In den 1980er Jahren stießen neue Mitglieder zum Kern der Band, der weiterhin aus de Felipe, Martinez und Latxa bestand, die ihre Ideen einbrachten, so wie der später als Solokünstler erfolgreiche Trikitixa-Spieler Kepa Junkera.
Größere Bekanntheit in Mitteleuropa erlangte Oskorri Mitte der 1980er Jahre durch die Veröffentlichung einer Schallplatte namens Musik aus dem Baskenland durch das westdeutsche Folk-Freak-Label im Jahr 1984. Die Platte enthielt im Grunde kein neues Material, sondern eine Zusammenstellung der beliebtesten Songs der Band, jedoch neu aufgenommen und teilweise in neuen Versionen. Durch gute Verkaufsergebnisse überzeugt, übernahm Elkar, die baskische Plattenfirma der Band diese Produktion und veröffentlichte sie noch im selben Jahr unter dem Titel Alemanian euskaraz auf dem heimischen Markt.

## Musik für Kinder
Oskorri hat zwei CDs speziell für Kinder aufgenommen, die bei aufwendigen Shows, unter Mitwirkung der Theatergruppe Kukubiltxo, präsentiert wurden und später auch als DVDs veröffentlicht wurden. Für Katuen Testamentua (1993, Elkar) wurden alte, fast vergessene, Kinderlieder des Biskayaraumes aufgenommen, Marijane Kanta Zan! (1997, Elkar) war dagegen dem Werk der aus Navarra stammenden Schriftstellerin Marijane Minaberry gewidmet, die in den 1960er Jahren eine Reihe bekannter Kindergedichte in baskischer Sprache geschrieben hatte, die nun als Basis für eine Reihe moderner Kinderlieder dienten.

## Diskografie

### Alben (Auswahl)
Die Band hat während ihres Bestehens über 30 Musikalben veröffentlicht, darunter mehrere Doppelalben.
- Gabriel Arestiren Oroimenez (1976, CBS)
- Mosen Bernat Etxepare 1545 (1977, CBS)
- Oskorri (1979)
- Plazarik plaza (1980)
- ...eta Oskorri sortu zen (1981)
- Adio Kattalina (1982)
- Musik aus dem Baskenland (1984, Folk Freak; als Alemanian euskaraz bei Elkar später im selben Jahr erschienen)
- Hau hermosurie (1984)
- In fraganti (1986)
- Hamabost urte... eta gero hau (1987)
- Datorrena datorrela (1989)
- Hi ere dantzari (1991)
- Badok hamairu (1992)
- Landalan (1992)
- 25 kantu-urte (1996)
- Ura (2000)
- Vizcayatik... Bizkaiara (2001)
- Desertore (2003)
- Banda Band (2007, Elkar)

Die Langspielplatten der ersten Jahre wurden inzwischen mehrfach als CDs bei der baskischen Firma Elkar wiederveröffentlicht.